# Blindenhusen
Blindenhusen ist ein Ortsteil der Gemeinde Buch im Kanton Schaffhausen (Schweiz). 
Der Ort mit etwa 20 Gebäuden liegt etwa einen Kilometer nördlich von Buch an der Strasse von Ramsen nach Gottmadingen im Landkreis Konstanz (Deutschland). Blindenhusen ist direkt an der Staatsgrenze gelegen und befindet sich auf 430 m ü. M. mit Blick auf das Bibertal und den Rauhenberg im Süden. Im Osten bilden der Buecher und der Ramser Schüppel im Süden die natürlichen Sichtgrenzen. Die Gegend ist landwirtschaftlich geprägt, vorherrschend ist der Ackerbau. Die Häuser sind meist Einfamilienhäuser jüngeren Baustils.